# Sandro Cuomo
Sandro Cuomo, född den 21 oktober 1962 i Neapel, Italien, är en italiensk fäktare som bland annat tog OS-guld i herrarnas lagtävling i värja i samband med de olympiska fäktningstävlingarna 1996 i Atlanta.